# Soneto 50
| «» Soneto 50 |
| --- |
| How heavy do I journey on the way, When what I seek, my weary travel's end, Doth teach that case and that repose to say, 'Thus far the miles are measured from thy friend!' The beast that bears me, tired with my woe, Plods dully on, to bear that weight in me, As if by some instinct the wretch did know His rider lov'd not speed being made from thee. The bloody spur cannot provoke him on, That sometimes anger thrusts into his hide, Which heavily he answers with a groan, More sharp to me than spurring to his side; For that same groan doth put this in my mind, My grief lies onward, and my joy behind. continua no Soneto 51 |
| –William Shakespeare |

O Soneto 50 foi escrito por William Shakespeare e faz parte dos seus 154 sonetos. 

## Traduções
Na tradução de Thereza Christina Rocque da Motta,
Com que pesar enfrento a jornada,
Quando o que procuro (o triste ﬁm do meu caminho)
Mostra-me, docilmente, a resposta que devo dar:
“Assim as milhas são marcadas para longe de teu amigo”.
O animal que me carrega, cansado do meu pranto,
Cavalga ﬁrme, suportando o peso que levo comigo,
Como se, por instinto, o animal soubesse
Que o cavaleiro de ti não quisesse se afastar.
As esporas sangrentas não o atiçam
Que, por vezes, o ódio toca-lhe por dentro,
E, prontamente, responde com um grunhido
Mais agudo para mim do que ao esporeá-lo;
Pois o mesmo grunhido põe isto em minha mente:
Minha tristeza jaz à frente e, minha alegria, atrás.